# (8103) Fermi
(8103) Fermi (1994 BE) – planetoida z pasa głównego asteroid okrążająca Słońce w ciągu 5,12 lat w średniej odległości 2,97 au. Odkryta 19 stycznia 1994 roku. Nazwana na cześć włoskiego fizyka Enrica Fermiego